# Mesnil-Rousset
Mesnil-Rousset is een gemeente in het Franse departement Eure (regio Normandië) en telt 109 inwoners (2009). De plaats maakt deel uit van het arrondissement Bernay.

## Geografie
De oppervlakte van Mesnil-Rousset bedraagt 7,5 km², de bevolkingsdichtheid is dus 14,5 inwoners per km².
De onderstaande kaart toont de ligging van Mesnil-Rousset met de belangrijkste infrastructuur en aangrenzende gemeenten.

## Demografie
Onderstaande figuur toont het verloop van het inwonertal (bron: INSEE-tellingen).